# Egon Wiberg
Egon Gustaf Martin Wiberg (Güstrow, 3 giugno 1901 – Monaco di Baviera, 24 novembre 1976) è stato un chimico tedesco, famoso per le sue ricerche di chimica inorganica e per aver contribuito dal 1943 al 1976 al Lehrbuch der anorganischen Chemie (Manuale di Chimica Inorganica), uno dei più diffusi libri di testo di chimica inorganica nell'area di lingua tedesca.

## Vita
Wiberg studiò chimica dal 1921 presso il Karlsruher Institut für Technologie (KIT) laureandosi nel 1927. Conseguì il dottorato sotto la guida di Stefan Goldschmidt con una tesi dal titolo "Demolizione di aminoacidi e dipeptidi con ipobromito". Nel 1931 conseguì l'abilitazione al KIT. Nel 1932 fu nominato direttore di dipartimento. Nel 1936 diventò professore a contratto presso il KIT e nel 1938 direttore ad interim e professore associato di chimica inorganica all'Università Ludwig Maximilian di Monaco. Nel 1951 diventò professore ordinario e direttore dell'Istituto di Chimica Inorganica all'Università Ludwig Maximilian di Monaco.
Egon Wiberg fu padre del chimico Nils Wiberg (1934-2007).

## Contributi
Egon Wiberg fu un chimico inorganico. Fece ricerche nel campo degli idruri di vari metalli, tra i quali berillio, magnesio, boro e alluminio. Studiò inoltre composti di fosforo, silicio, e specie boro-azoto come la borazina e i suoi derivati.

## Opere
L'opera più nota di Egon Wiberg è il Lehrbuch der anorganischen Chemie (Manuale di Chimica Inorganica), cui contribuì dal 1943 al 1976. Si tratta di uno dei più conosciuti libri di testo di chimica inorganica nell'area di lingua tedesca, fondato nel 1900 da Arnold Frederick Holleman come Lehrbuch der Chemie (Manuale di Chimica). Dopo la morte di Egon Wiberg l'aggiornamento del testo è stato curato da suo figlio Nils. Nel 1995 è uscita la 101ª ristampa della 34ª edizione in tedesco; la 102ª ristampa completamente rielaborata è del 2007. La prima edizione inglese è del 2001:
- (DE) A. F. Holleman, E. Wiberg, N. Wiberg (a cura di), Lehrbuch der anorganischen Chemie, 102ª ristampaª ed., Berlino, Walter de Gruyter, 2007, ISBN 978-3-11-017770-1.
- (EN) A. F. Holleman, E. Wiberg, N. Wiberg (a cura di), Holleman-Wiberg's Inorganic Chemistry, 1ª ed., San Diego, Academic Press, 2001, ISBN 978-0-12-352651-9.

Fra le altre opere:
- (EN) E. Wiberg, E. Amberger, Hydrides of the Elements of Main Groups 1-4, Elsevier, 1971, ISBN 978-0-444-40807-5.
- (DE) E. Wiberg, Die Chemische Affinität, Berlino, Walter de Gruyter, 1972, ISBN 3-11-002092-0.

## Riconoscimenti
Wiberg fu il primo a ricevere nel 1950 il Premio alla Memoria di Alfred Stock, istituito dalla Società dei Chimici Tedeschi (Gesellshaft Deutscher Chemiker) e attribuito ogni due anni "per studi sperimentali eccellenti nel campo della chimica inorganica".
Fu membro di varie accademie e associazioni, fra le quali: Gesellshaft Deutscher Chemiker, Accademia bavarese delle scienze (1952), Accademia Cesarea Leopoldina (1959).